# Marko Simek
Marko Simek (* 30. Juni 1995) ist ein österreichischer Handballspieler.

## Karriere
Simek begann im Alter von fünf Jahren bei UNION Korneuburg Handball zu spielen. 2011 nahm er mit der Österreichischen Union-Auswahl an den FISEC Games teil und konnte das Turnier in Lissabon, mit dem Team, für sich entscheiden. Seit der Saison 2013/14 läuft Simek für die erste Mannschaft des UHK Krems in der Handball Liga Austria auf. 2018/19 sicherte er sich mit dem Team sowohl den Meistertitel als auch den ÖHB-Cup-Sieg. 2021/22 feierte der Rückraumspieler, mit dem UHK Krems, erneut den österreichischen Meistertitel. Nach der Saison 2023/24 beendete Simek seine aktive Karriere.

## HLA-Bilanz
| 2013/14   | UHK Krems                                                       | HLA                                                             | 19                                                              | 7/7                                                             | 12                                                              |                                                                 |                                                                 |                                                                 |                                                                 |                                                                 |
| 2014/15   | UHK Krems                                                       | HLA                                                             | 28                                                              | 7/10                                                            | 21                                                              |                                                                 |                                                                 |                                                                 |                                                                 |                                                                 |
| 2015/16   | UHK Krems                                                       | HLA                                                             | 41                                                              | 11/14                                                           | 13                                                              |                                                                 |                                                                 |                                                                 |                                                                 |                                                                 |
| 2016/17   | UHK Krems                                                       | HLA                                                             | 62                                                              | 14/20                                                           | 60                                                              |                                                                 |                                                                 |                                                                 |                                                                 |                                                                 |
| 2017/18   | UHK Krems                                                       | HLA                                                             | 64                                                              | 12/16                                                           | 52                                                              |                                                                 |                                                                 |                                                                 |                                                                 |                                                                 |
| 2018/19   | UHK Krems                                                       | HLA                                                             | 97                                                              | 27/34                                                           | 70                                                              |                                                                 |                                                                 |                                                                 |                                                                 |                                                                 |
| 2019/20   | Saison aufgrund der COVID-19-Pandemie in Österreich abgebrochen | Saison aufgrund der COVID-19-Pandemie in Österreich abgebrochen | Saison aufgrund der COVID-19-Pandemie in Österreich abgebrochen | Saison aufgrund der COVID-19-Pandemie in Österreich abgebrochen | Saison aufgrund der COVID-19-Pandemie in Österreich abgebrochen | Saison aufgrund der COVID-19-Pandemie in Österreich abgebrochen | Saison aufgrund der COVID-19-Pandemie in Österreich abgebrochen | Saison aufgrund der COVID-19-Pandemie in Österreich abgebrochen | Saison aufgrund der COVID-19-Pandemie in Österreich abgebrochen | Saison aufgrund der COVID-19-Pandemie in Österreich abgebrochen |
| 2020/21   | UHK Krems                                                       | HLA                                                             | 26                                                              | 4/7                                                             | 22                                                              |                                                                 |                                                                 |                                                                 |                                                                 |                                                                 |
| 2013–2021 | gesamt                                                          | HLA                                                             | 364                                                             | 57/77 (74 %)                                                    | 307                                                             |                                                                 |                                                                 |                                                                 |                                                                 |                                                                 |

## Erfolge
- 2× Österreichischer Meister 2018/19, 2021/22
- 1× Österreichischer Pokalsieger 2018/19